# 枚方市立殿山第二小学校
枚方市立殿山第二小学校（ひらかたしりつ とのやまだいにしょうがっこう）は、大阪府枚方市養父丘二丁目にある公立小学校。略称は「殿山二小」、「殿二小」。

## 沿革
1872年に当時の交野郡招提村に設置された小学校を起源とする。当初は村の名前から「招提小学校」と名乗っていたが、招提村が1935年2月11日に牧野村と合併して殿山町になったことに伴い、現在の「殿山第二」の名称となっている。殿山町は1938年11月3日に枚方町に編入されたが、学校名称はそのまま継承された。なお招提小学校の名称は後年になり、当校から分離新設された小学校の名称（枚方市立招提小学校）として採用されている。
1936年に現在地に移転している。この移転には、1934年9月21日の室戸台風で校舎が被災し復旧費用で村財政が圧迫されたことに加えて、「隣接する牧野村の牧野尋常高等小学校（現在の殿山第一小学校）ではかねてから分校を設置してほしいという要望があったが、同校も室戸台風で被災し、復旧費用で財政状況が悪化したために分校設置どころではなくなった」という牧野村の事情があった。このため「招提小学校を牧野村寄りに移転復興して、牧野村の一部を招提小学校校区に加える。このことで学校復旧費用および運営費用の縮小を図り、また同時に牧野小学校の分校設置要望を解決する」という策がとられたことが、移転につながった。また室戸台風からの学校復興に伴う村財政の圧迫が、招提村・牧野村が合併して殿山町が発足する要因となっている。
地域の宅地化に伴う児童数の増加によって周辺地域で新設校が開校したことに伴い、1960年代以降数度にわたって校区の変更がおこなわれている。

### 年表
- 1872年9月 - 第四大区河内国第七区郷学校として創立。
- 1873年4月 - 堺県六十五番小学校と改称。
- 1875年4月 - 公立招提小学校と改称。
- 1881年11月 - 河内国交野郡第二学区公立招提小学校と改称。
- 1887年4月 - 交野郡招提尋常小学校と改称。
- 1896年 - 郡の合併により、北河内郡招提尋常小学校と改称。
- 1912年4月 - 高等科を併置。北河内郡招提尋常高等小学校と改称。
- 1935年2月11日 - 招提村が合併で殿山町となったことに伴い、北河内郡殿山第二尋常高等小学校と改称。
- 1935年4月1日 - 旧牧野村の北部（従来の殿山第一尋常高等小学校校区）を、当校校区へ編入。
- 1936年1月28日 - 現在地（殿山町大字養父、旧牧野村）に移転。
- 1941年4月1日 - 国民学校令により、北河内郡殿山第二国民学校と改称。
- 1947年4月1日 - 学制改革により、枚方町立殿山第二小学校と改称。
- 1947年8月1日 - 枚方市の市制施行により、枚方市立殿山第二小学校と改称。
- 1969年4月1日 - 校区の一部を、新設の枚方市立牧野小学校校区へ分離。
- 1972年4月1日 - 枚方市立招提小学校を分離。また校区の一部を、新設の枚方市立樟葉南小学校校区へ分離。
- 1975年4月1日 - 校区の一部を、新設の枚方市立西牧野小学校校区へ分離。
- 1981年4月1日 - 枚方市立平野小学校を分離。

## 通学区域
- 枚方市 宇山町（一部）、宇山東町、招提平野町（一部）、西招提町（市道牧野長尾線以南）、牧野本町1丁目（一部）、牧野阪2丁目・3丁目、養父丘1丁目・2丁目、養父東町（市道牧野長尾線以南）。

卒業生は基本的に枚方市立第三中学校に進学する。

## 交通
- 京阪本線 牧野駅 東へ約1.6km。
- 京阪バス 招提口バス停、宇山バス停。